# Stefaniola libanensis
Stefaniola libanensis är en tvåvingeart som beskrevs av Möhn 1971. Stefaniola libanensis ingår i släktet Stefaniola och familjen gallmyggor.
Artens utbredningsområde är Libanon. Inga underarter finns listade i Catalogue of Life.